# خوان کارلوس کرازو
خوان کارلوس کرازو (انگلیسی: Juan Carlos Corazzo; ۱۴ دسامبر ۱۹۰۷ – ۱۲ ژانویهٔ ۱۹۸۶) بازیکن فوتبال و مربی فوتبال اهل اروگوئه بود.او پدر بزرگ دیگو فورلان ، فوتبالیست بزرگ اروگوئه است.
از باشگاه‌هایی که در آن بازی کرده‌است می‌توان به باشگاه اتلتیکو ایندپندینته و باشگاه فوتبال راسینگ کلوب آویاندا اشاره کرد.